# كأس ديفيز 2011
كأس ديفيز 2011 (بالإنجليزية: 2011 Davis Cup)‏ هو الموسم 100 من  كأس ديفيز. أقيم خلال الفترة 4 مارس 2012 وحتى 4 ديسمبر 2012، وفاز فيه منتخب إسبانيا لكأس ديفيز.